# (19122) Amandabosh
(19122) Amandabosh est un astéroïde de la ceinture principale.

## Description
(19122) Amandabosh est un astéroïde de la ceinture principale. Il fut découvert le 7 novembre 1985 à la station Anderson Mesa par Edward L. G. Bowell. Il présente une orbite caractérisée par un demi-grand axe de 2,36 UA, une excentricité de 0,22 et une inclinaison de 1,2° par rapport à l'écliptique.

## Compléments